# Franc Ferlin
Franc Ferlin, slovenski gozdarski strokovnjak, * 14. november 1957.
Med 1. aprilom 1993 in 30. marcem 1997 je bil državni sekretar za gozdarstvo Republike Slovenije na Ministrstvu za kmetijstvo, gozdarstvo in prehrano Republike Slovenije. Pod njegovim vodstvom je bil sprejet novi Zakon o gozdovih (1993), Program razvoja gozdov v Sloveniji (1996) kot prvi nacionalni program v Evropi, ustanovljen novi Zavod za gozdove Slovenije kot javna gozdarska služba (1994), ki se je izdvojila iz bivših gozdnih gospodarstev; ta gozdna gospodarstva pa so se kot prva v srednejevropskem prodstoru privatizirala za "izkoriščanje" državnih gozdov (1994–1997) na podlagi koncesij, uzakonjenih v letu 1992. V tem obdobju je bila zaključena prva faza tranzicije slovenskega gozdarstva, katere načela so - z izjemo koncesijskih - kasneje postala vzor organizacijskim reformam evropskih držav v tranziciji. Ferlin se je po zaključenem mandatu v letu 1997 vrnil v strokovno in raziskovalno sfero (Gozdarski Inštitut Slovenije) in kasneje nadaljeval svojo pot kot mednarodni ekspert za gozdarsko politiko na Balkanu, v okviru mednarodnih projektov (zlasti EU PHARE/IPA in projektov agencij nekaterih držav članic EU ter Svetovne banke), kot tudi pri mednarodnih organizacijah, kot so OZN FAO (v Srbiji 2005–2008) in Nizozemska SNV (v Črni gori med leti 2008–2010) ter (po letu 2010) kot samostojni ekspert za gozdarstvo in Natura 2000 zahodnega Balkana. Od leta 2015 do leta 2023 je deloval kot samostojni podjetnik v okviru svojega podjetja »Gozdarsko svetovanje in izobraževanje / Forest Consulting and Education s.p.«, registriranega v Sloveniji. V letu 2023 se je upokojil, kratkoročno pa je ostal dejaven v mednarodnih gozdarskih projektih, zlasti vezanih za sonaravno gospodarjenje z gozdovi (npr. v Gruziji). V letu 2024 je v Črni gori, kjer sicer živi, iniciiral osnovanje nevladne organizacije za sonaravno gospodarjenje z gozdovi Pro Silva Montenegro kot članice Pro Silva Europe.